# تيم ليزلي
تيم ليزلي (بالإنجليزية: Tim Leslie)‏ هو سياسي أمريكي، ولد في 4 فبراير 1942. حزبياً، نشط في الحزب الجمهوري. وقد انتخب عضو مجلس ولاية كاليفورنيا وانتخب عضو جمعية ولاية كاليفورنيا.